# Ante Perković (glazbenik)
Ante Perković (Zadar, 8. lipnja 1973. – Zagreb, 5. ožujka 2017.), hrvatski novinar, publicist, rock-kritičar i glazbenik.

## Glazbena karijera
Karijeru je započeo u sastavu Djeca, da bi nakon 2 objavljena albuma sa sastavom 2007. objavio svoj prvi samostalni album - Svi me vole dok me ne upoznaju.
Od godine 2007. održao je niz koncerata u Hrvatskoj i inozemstvu.

### Diskografija
Djeca:
- Djeca
- Stvari

Samostalno:
- Svi me vole dok me ne upoznaju
- Duplo dno: Najveći hitovi (samo na vinilu, ali uz CD na poklon)
  - Jebat će te!, najavni singl

## Novinarstvo
Kao novinar počeo pisati kao student u magazinu Puls. Pisao u Homo volansu, povremeno pisao za Jutarnji list, a pisao je i za časopis Nomad. Surađivao je i u predstavama Montažstroja.
Objavio četiri knjige: biografiju sastava Pips, Chips & Videoclips "Dugi vikend u zemlji čudesa", dvije zbirke tekstova (kolumni Slijepi putnik i blogova 365) i vodič kroz rodni grad "Volite li Zadar?".
Široj javnosti je postao poznat tijekom jednogodišnjeg vođenja online dnevnika na internetskom portalu monitor.hr.
- 10. srpnja 2011. gostovao je u 451. emisiji Nedjeljom u dva voditelja Aleksandra Stankovića.